# Justin Hoyte
Justin Raymond Hoyte (Leytonstone, London, 1984. november 20. –) Trinidad és Tobagó-i válogatott labdarúgó. Fiatalabb testvére, Gavin Hoyte a Maidstone Unitedban játszik.